# Ламанна, Эудженио
Эудженио Ламанна (итал. Eugenio Lamanna; 7 августа 1989 года, Комо) — итальянский футболист, вратарь клуба «Лекко».

## Карьера
Эудженио Ламанна начинал свою карьеру футболиста в клубе «Комо» из своего родного города, выступая за него в Серии D. Летом 2008 года он перешёл в «Дженоа», где представлял юношескую команду клуба. Спустя год Ламанна был отдан в аренду «Губбио», игравшему тогда во Втором дивизионе Профессиональной лиги. Вместе с этой командой вратарь за два года проделал путь в Серию B. Летом 2011 года Ламанна также на правах аренды перешёл в клуб Серии B «Бари», за который отыграл следующие два сезона. Сезон 2013/14 вратарь отыграл за другую команду Серии B «Сиена».
Летом 2014 года права на Ламанну вновь приобрёл «Дженоа». 14 декабря 2014 года вратарь дебютировал в Серии А, выйдя на замену после удаления голкипера «Дженоа» Маттиа Перина на 31-й минуте домашнего поединка против «Ромы».